# Опирача
Опирача је крпа од текстила којом се перу судови. Обично је то била нека стара крпа од платна од неког изношеног одевног предмета (нпр. кошуља). Опирача се користила у доба када није било данашњих детерџената за судове и када су се судови прали само топлом водом. Није било ни синтетичких сунђера, ни „Виледа“ крпа. Опирача је била врло брзо масна и њен мирис је био врло непријатан.
"Опирача“ је била и врло увредљива реч за особу без достојанства.